# Divize B 1982/1983
V soubojích 18. ročníku České divize B 1982/83 se utkalo 16 týmů dvoukolovým systémem podzim – jaro. Tento ročník fotbalové soutěže začal v srpnu 1982 a skončil v červnu 1983.

## Nové týmy v sezoně 1982/83
Z 2. ligy – sk. A 1981/82 sestoupilo do Divize B mužstvo TJ Slavoj Vyšehrad. Z krajských přeborů ročníku 1981/82 postoupila vítězná mužstva TJ Jiskra Nový Bor ze Severočeského krajského přeboru, TJ Slavia Karlovy Vary ze Západočeského krajského přeboru a TJ Montáže Praha z Pražského přeboru. Také sem bylo přeřazeno mužstvo TJ Admira Praha 8 z Divize A.

## Výsledná tabulka
| Poř. | Tým                           | Z  | V  | R  | P  | VG | OG | B  |
| ---- | ----------------------------- | -- | -- | -- | -- | -- | -- | -- |
| 1.   | TJ Spartak Roudnice nad Labem | 26 | 16 | 6  | 4  | 60 | 31 | 38 |
| 2.   | VTJ Karlovy Vary              | 26 | 13 | 9  | 4  | 43 | 28 | 35 |
| 3.   | TJ Slavoj Litoměřice          | 26 | 11 | 10 | 5  | 45 | 30 | 32 |
| 4.   | TJ Slovan Varnsdorf           | 26 | 13 | 6  | 7  | 41 | 33 | 32 |
| 5.   | TJ Uhelné sklady Praha        | 26 | 11 | 7  | 8  | 51 | 45 | 29 |
| 6.   | TJ Meteor Praha 8             | 26 | 11 | 6  | 9  | 43 | 41 | 28 |
| 7.   | TJ Jiskra Nový Bor            | 26 | 8  | 9  | 9  | 34 | 29 | 25 |
| 8.   | TJ Montáže Praha              | 26 | 9  | 7  | 10 | 38 | 44 | 25 |
| 9.   | TJ Slavoj Vyšehrad            | 26 | 8  | 7  | 11 | 35 | 39 | 23 |
| 10.  | TJ Admira Praha 8             | 26 | 8  | 5  | 13 | 43 | 52 | 21 |
| 11.  | TJ Slovan Kadaň               | 26 | 9  | 3  | 14 | 30 | 40 | 21 |
| 12.  | TJ Slavia Karlovy Vary        | 26 | 8  | 5  | 13 | 37 | 54 | 21 |
| 13.  | TJ Chemička Ústí nad Labem    | 26 | 6  | 5  | 15 | 30 | 46 | 17 |
| 14.  | TJ Sepap Jílové               | 26 | 6  | 5  | 15 | 27 | 45 | 17 |

Poznámky:
- Z = Odehrané zápasy; V = Vítězství; R = Remízy; P = Prohry; VG = Vstřelené góly; OG = Obdržené góly; B = Body

|  | Postup do 3. ligy – sk. A 1983/84                |
|  | Sestup do příslušného oblastního přeboru 1983/84 |